# Sergueï Fiodorov
Pour les articles homonymes, voir Fiodorov.
Temple de la renommée : 2015
Temple de la renommée de l'IIHF : 2016

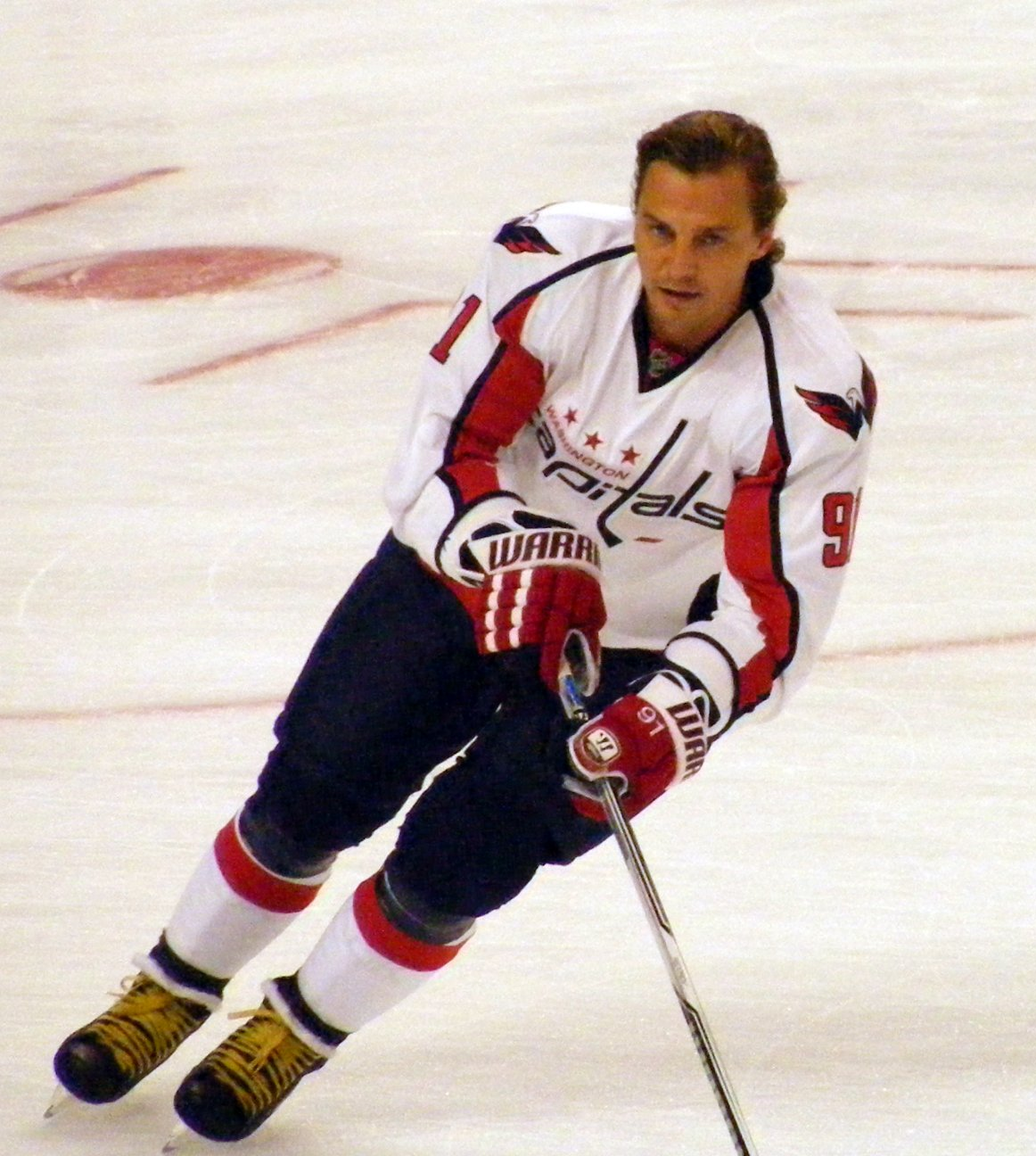
Fiodorov avec les Capitals de Washington.

Sergueï Viktorovitch Fiodorov — en russe : Сергей Викторович Фёдоров (Sergej Viktorovič Fëdorov), et en anglais : Sergei Fedorov — (né le 13 décembre 1969 à Pskov en URSS) est un joueur professionnel russe de hockey sur glace devenu dirigeant et entraîneur. Il a obtenu la nationalité américaine. Il est le frère de Fiodor Fiodorov, également joueur professionnel.

## Biographie

### Carrière en club
En 1986, il débute dans le championnat d'URSS avec le Dinamo Minsk. Un an plus tard, il signe au HK CSKA Moscou. L'entraîneur Viktor Tikhonov l'aligne avec Pavel Boure et Aleksandr Moguilny. Cette ligne vise à remplacer le trio composé de Vladimir Kroutov, Igor Larionov et Sergueï Makarov. Il est choisi par les Red Wings de Détroit au cours du repêchage d'entrée dans la LNH 1989 en quatrième ronde, en 74e position. Il part en Amérique du Nord en 1990. En 1996, il inscrit 5 buts en un match contre les Capitals de Washington. Après treize saisons passées avec les Red Wings, il rejoint en 2003 les Mighty Ducks d'Anaheim, puis deux saisons plus tard les Blue Jackets de Columbus. Il fut l'un des membres du Russian Five mis en place par Scotty Bowman. Il est le premier joueur russe à avoir atteint les 1000 points en carrière devant Aleksandr Moguilny.

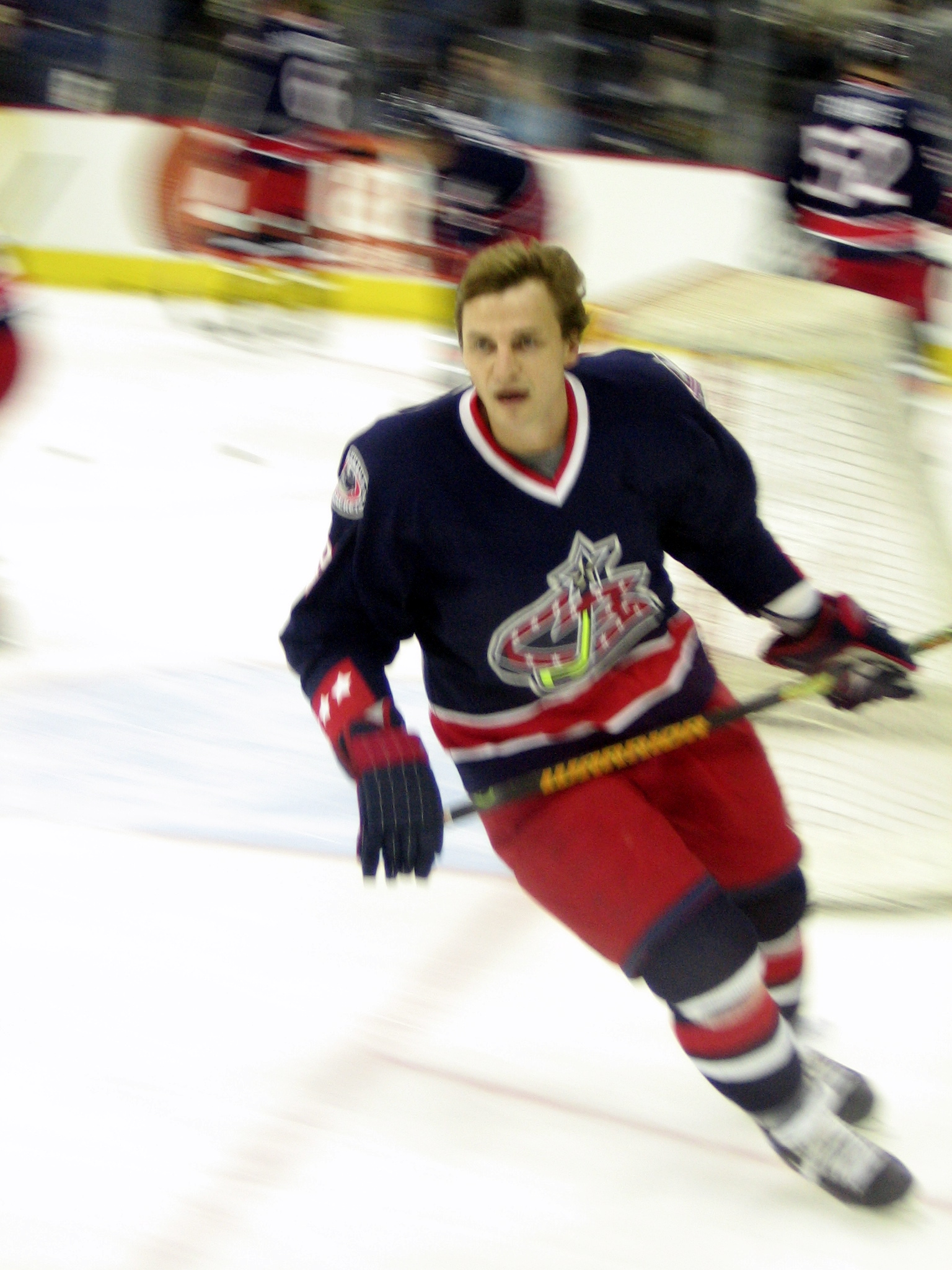
Fiodorov avec les Blue Jackets de Columbus.

Le 26 février 2008, il se voit être échangé aux Capitals de Washington en retour du jeune défenseur Ted Ruth. Il est classé 60e meilleur joueur de hockey sur glace après l'expansion de 1967 selon The Hockey News.
En 2009, il signe au Metallourg Magnitogorsk dans la KHL. Il déclare vouloir jouer dans la même équipe que son frère Fiodor afin de réaliser un vieux rêve de leur père. Le 29 novembre 2009, il inscrit son 1500e point face au Torpedo Nijni Novgorod établissant un record pour le hockey russe. L'équipe de Valeri Belooussov est éliminée en quarts de finale par les Ak Bars Kazan, futurs vainqueurs de la Coupe Gagarine.

### Carrière internationale
Au point de vue équipe nationale, il représente dans un premier temps l'URSS puis à la chute de l'URSS, il joue pour l'équipe de Russie. Il n'a pas évolué en équipe de Russie dont il était le capitaine pendant que son ancien coéquipier et jeune retraité Pavel Boure a dirigé l'équipe. Les deux hommes ont en effet eu quelques différends dans le passé, notamment au sujet d'Anna Kournikova.

## Trophées et honneurs personnels

### Joueur
- Championnat d'URSS
  - Champion d'URSS en 1987, 1988, 1989
- Coupe d'Europe
  - Victoire en 1987, 1988, 1989, 1990
- Ligue nationale de hockey
  - Coupe Stanley avec les Red Wings de Détroit 1997, 1998 et 2002
  - Trophée Frank-J.-Selke 1994 et 1996
  - Lester-B.-Pearson 1994
  - Trophée Hart 1994
  - Sélectionné dans l'équipe type en 1994
  - Nommé parmi les 100 plus grands joueurs de la LNH à l'occasion du centenaire de la ligue[3] en 2017.
  - Joue les Match des étoiles en 1992, 1994, 1996, 2001, 2002 et 2003
- Ligue continentale de hockey
  - 2010 : participe avec l'équipe Iachine au second Match des étoiles.
  - 2011 : participe avec la Conférence Est au troisième Match des étoiles.
  - 2011 : nommé meilleur vétéran.
- LG Hockey Games
  - 2010 : nommé dans l'équipe type.
- Jeux olympiques
  -  Médaille d’argent aux Jeux olympiques en 1998 à Nagano
  -  Médaille de bronze aux Jeux olympiques en 2002 à Salt Lake City

### Entraineur
- Ligue continentale de hockey
  - Vainqueur de la Coupe Gagarine en 2022 et 2023 avec le CSKA Moscou

## Records dans la LNH
- Plus grand nombre de buts en prolongation durant la saison régulière (15) - à égalité avec Mats Sundin, Jaromír Jágr et Patrik Elias.
- Plus grand nombre de points en prolongation en carrière (27).
- Premier joueur russe à atteindre 1 000 points.
- Membre des Red Wings de Détroit 1995–1996 qui détient un record de 62 victoires en une saison.
- Unique joueur à remporter les Trophées Hart et Frank-J.-Selke durant la même saison (1994).

## Statistiques
| Saison     | Équipe                   | Ligue      |       | Saison régulière | Saison régulière | Saison régulière | Saison régulière | Saison régulière | Saison régulière |    | Séries éliminatoires | Séries éliminatoires | Séries éliminatoires | Séries éliminatoires | Séries éliminatoires | Séries éliminatoires |
| Saison     | Équipe                   | Ligue      | PJ    | B                | A                | Pts              | Pun              | +/-              | PJ               | B  | A                    | Pts                  | Pun                  | +/-                  |                      |                      |
| 1985-1986  | Dinamo Minsk             | URSS       | 15    | 6                | 1                | 7                | 10               |                  | -                | -  | -                    | -                    | -                    | -                    |                      |                      |
| 1986-1987  | CSKA Moscou              | URSS       | 29    | 6                | 6                | 12               | 12               |                  | -                | -  | -                    | -                    | -                    | -                    |                      |                      |
| 1987-1988  | CSKA Moscou              | URSS       | 48    | 7                | 9                | 16               | 20               |                  | -                | -  | -                    | -                    | -                    | -                    |                      |                      |
| 1988-1989  | CSKA Moscou              | URSS       | 44    | 9                | 8                | 17               | 35               |                  | -                | -  | -                    | -                    | -                    | -                    |                      |                      |
| 1989-1990  | CSKA Moscou              | URSS       | 48    | 19               | 10               | 29               | 20               |                  | -                | -  | -                    | -                    | -                    | -                    |                      |                      |
| 1990-1991  | Red Wings de Détroit     | LNH        | 77    | 31               | 48               | 79               | 66               | +11              | 7                | 1  | 5                    | 6                    | 4                    | -1                   |                      |                      |
| 1991-1992  | Red Wings de Détroit     | LNH        | 80    | 32               | 54               | 86               | 72               | +26              | 11               | 5  | 5                    | 10                   | 8                    | +2                   |                      |                      |
| 1992-1993  | Red Wings de Détroit     | LNH        | 73    | 34               | 53               | 87               | 72               | +33              | 7                | 3  | 6                    | 9                    | 23                   | +4                   |                      |                      |
| 1993-1994  | Red Wings de Détroit     | LNH        | 82    | 56               | 64               | 120              | 34               | +48              | 7                | 1  | 7                    | 8                    | 6                    | -1                   |                      |                      |
| 1994-1995  | Red Wings de Détroit     | LNH        | 42    | 20               | 30               | 50               | 24               | +6               | 17               | 7  | 17                   | 24                   | 6                    | +13                  |                      |                      |
| 1995-1996  | Red Wings de Détroit     | LNH        | 78    | 39               | 68               | 107              | 48               | +49              | 19               | 2  | 18                   | 20                   | 10                   | +8                   |                      |                      |
| 1996-1997  | Red Wings de Détroit     | LNH        | 74    | 30               | 33               | 63               | 30               | +29              | 20               | 8  | 12                   | 20                   | 12                   | +5                   |                      |                      |
| 1997-1998  | Red Wings de Détroit     | LNH        | 21    | 6                | 11               | 17               | 25               | +10              | 22               | 10 | 10                   | 20                   | 12                   | 0                    |                      |                      |
| 1998-1999  | Red Wings de Détroit     | LNH        | 77    | 26               | 37               | 63               | 66               | +9               | 10               | 1  | 8                    | 9                    | 8                    | +3                   |                      |                      |
| 1999-2000  | Red Wings de Détroit     | LNH        | 68    | 27               | 35               | 62               | 22               | +8               | 9                | 4  | 4                    | 8                    | 4                    | +2                   |                      |                      |
| 2000-2001  | Red Wings de Détroit     | LNH        | 75    | 32               | 37               | 69               | 40               | +12              | 6                | 2  | 5                    | 7                    | 0                    | 0                    |                      |                      |
| 2001-2002  | Red Wings de Détroit     | LNH        | 81    | 31               | 37               | 68               | 36               | +20              | 23               | 5  | 14                   | 19                   | 20                   | +4                   |                      |                      |
| 2002-2003  | Red Wings de Détroit     | LNH        | 80    | 36               | 47               | 83               | 52               | +15              | 4                | 1  | 2                    | 3                    | 0                    | -1                   |                      |                      |
| 2003-2004  | Mighty Ducks d'Anaheim   | LNH        | 80    | 31               | 34               | 65               | 42               | -5               | -                | -  | -                    | -                    | -                    | -                    |                      |                      |
| 2005-2006  | Mighty Ducks d'Anaheim   | LNH        | 5     | 0                | 1                | 1                | 2                | -1               | -                | -  | -                    | -                    | -                    | -                    |                      |                      |
| 2005-2006  | Blue Jackets de Columbus | LNH        | 62    | 12               | 31               | 43               | 64               | -1               | -                | -  | -                    | -                    | -                    | -                    |                      |                      |
| 2006-2007  | Blue Jackets de Columbus | LNH        | 73    | 18               | 24               | 42               | 56               | -7               | -                | -  | -                    | -                    | -                    | -                    |                      |                      |
| 2007-2008  | Blue Jackets de Columbus | LNH        | 50    | 9                | 19               | 28               | 30               | -3               | -                | -  | -                    | -                    | -                    | -                    |                      |                      |
| 2007-2008  | Capitals de Washington   | LNH        | 18    | 2                | 11               | 13               | 8                | -2               | 7                | 1  | 4                    | 5                    | 8                    | -1                   |                      |                      |
| 2008-2009  | Capitals de Washington   | LNH        | 52    | 11               | 22               | 33               | 50               | +4               | 14               | 1  | 7                    | 8                    | 12                   | +1                   |                      |                      |
| 2009-2010  | Metallourg Magnitogorsk  | KHL        | 50    | 9                | 20               | 29               | 47               | +25              | 8                | 1  | 1                    | 2                    | 4                    | 0                    |                      |                      |
| 2010-2011  | Metallourg Magnitogorsk  | KHL        | 48    | 7                | 16               | 23               | 40               | +4               | 20               | 5  | 7                    | 12                   | 16                   | +3                   |                      |                      |
| 2011-2012  | Metallourg Magnitogorsk  | KHL        | 43    | 6                | 16               | 22               | 36               | +6               | 10               | 1  | 3                    | 4                    | 6                    | -4                   |                      |                      |
| Totaux LNH | Totaux LNH               | Totaux LNH | 1 248 | 483              | 696              | 1 179            | 839              | +261             | 183              | 52 | 124                  | 176                  | 133                  | +38                  |                      |                      |

| Saison | Équipe      | Compétition                 |    | PJ | B | A  | Pts | Pun | +/-                    |  | Résultat |
| 1987   | URSS junior | Championnat du monde junior |    |    |   |    |     |     | Équipe disqualifiée    |  |          |
| 1988   | URSS junior | Championnat du monde junior | 7  | 5  | 7 | 12 | 0   |     | Médaille d'argent      |  |          |
| 1989   | URSS junior | Championnat du monde junior | 7  | 4  | 8 | 12 | 4   |     | Médaille d'or          |  |          |
| 1989   | URSS        | Championnat du monde        | 10 | 6  | 3 | 9  | 10  | +9  | Médaille d'or          |  |          |
| 1990   | URSS        | Championnat du monde        | 10 | 4  | 2 | 6  | 10  |     | Médaille d'or          |  |          |
| 1991   | URSS        | Coupe Canada                | 5  | 2  | 2 | 4  | 6   |     | Cinquième place        |  |          |
| 1996   | Russie      | Coupe du Monde              | 5  | 3  | 3 | 6  | 2   |     | Défaite en demi-finale |  |          |
| 1998   | Russie      | Jeux olympiques             | 6  | 1  | 5 | 6  | 8   |     | Médaille d'argent      |  |          |
| 2002   | Russie      | Jeux olympiques             | 6  | 2  | 2 | 4  | 4   | +3  | Médaille de bronze     |  |          |
| 2008   | Russie      | Championnat du monde        | 9  | 5  | 7 | 12 | 8   | +10 | Médaille d'or          |  |          |
| 2010   | Russie      | Jeux olympiques             | 4  | 0  | 4 | 4  | 6   | +2  | Sixième place          |  |          |
| 2010   | Russie      | Championnat du monde        | 9  | 2  | 4 | 6  | 12  | +5  | Médaille d'argent      |  |          |

## Vie privée
Sergueï Fiodorov est à l'initiative de la création de la Fondation Sergueï Fiodorov, dont le but est de venir en aide aux enfants défavorisés.